# Ormyrus thymus
Ormyrus thymus är en stekelart som beskrevs av Girault 1917. Ormyrus thymus ingår i släktet Ormyrus och familjen kägelglanssteklar. Inga underarter finns listade i Catalogue of Life.